# 대량 폐사
대량 폐사(Mass mortality event, MME)는 단일 종의 수많은 개체가 단시간에 사망하는 사건이다. 이 사건으로 인해 종은 멸종 위기에 처하게 되거나 생태계가 교란될 수 있다. 이는 정기적이고 비재앙적인 발생인 단명 및 동시 출현 곤충 분류군과 관련된 대량 멸종과는 다르다. 인명 사고에 대한 경우 대형 인명 사고로 인식된다.
대량폐사의 원인에는 질병 및 오염과 같은 인간 관련 활동이 포함된다. 기아와 마찬가지로 극한 기후와 수생 환경의 산소 스트레스와 같은 기타 환경적 영향도 중요한 역할을 한다. 많은 MME에는 여러 가지 스트레스 요인이 있다. 1940년부터 2012년까지의 이러한 사건을 분석한 결과, 이러한 사건은 조류, 어류 및 해양 무척추 동물에서 더 흔해졌지만 양서류와 파충류에서는 감소했으며 포유류에서는 변하지 않은 것으로 나타났다.

## 같이 보기
- 유해조류